# Поспелов, Василий Петрович (барон)
Василий Петрович Поспелов (1699—?) — барон, шталмейстер при дворе Императрицы Анны Иоанновны, любимый денщик Петра Великого.

## Биография
Родился в Москве. Не получив никакого образования и не отличаясь блестящими способностями, он был помещен в хор государевых певчих, где и оставался в течение долгого времени. Когда Поспелову исполнилось 20 лет, государь, аккуратно по воскресным и праздничным дням посещавший церковь, где он обыкновенно становился на клиросе вместе с певчими, убедившись в доброте, прямодушии и скромности молодого певчего, взял его к себе в денщики и вскоре так к нему привязался, что положительно не мог обходиться без его услуг и общества.
С этого времени Поспелов вошел в большую силу и, безотлучно находясь при особе Петра до самой его смерти, пользовался безграничным его доверием и расположением. Дневник камер-юнкера Берхгольца ясно указывает на близость к государю и большое значение Поспелова: страницы дневника пестрят рассказами о жизни Петра Великого, в которых имя Поспелова часто встречается, преимущественно при описании событий из частной жизни Императора. В нем заискивали и его расположения добивались самые влиятельные и самые знатные лица двора, а также многие особы царской фамилии. Его задабривал молодой, не имевший при дворе никакой опоры, Голштинский Принц Фридрих, мечтавший получить руку старшей Великой Княжны Анны Петровны; его посещал часто Государь и Великие Княжны и подолгу оставались у него, принимая его угощение. Его защиты и покровительства искали многие, и он никому никогда не отказывал, не обращая внимания на то, влиятельный ли это человек, или нет. Государь любил его так, что иногда в присутствии многих вельмож начинал беседовать с Василием Петровичем, предпочитая его компанию обществу этих лиц.
Берхгольц, удивляясь, как Петр мог привязаться к этому простому и необразованному певчему весьма непривлекательной наружности и недалекого ума, говорит, что царь иногда брал Поспелова за голову и целовал, не стесняясь присутствием посторонних лиц. По свидетельству Берхгольца, императорским придворным живописцем Данненгауером был написан, вероятно, по поручению Петра Великого, портрет Поспелова в натуральную величину, на котором он был изображен совершенно нагим, в позе фехтующего. В таком виде он попал на полотно потому, что отличался сильно развитыми мускулами. Смерть Императора прекратила дальнейшее влияние Поспелова при дворе, проложив ему, однако, дорогу к возвышению и почестям. Институт денщиков был упразднен. Императрица Екатерина I-я, которой Поспелов оказал также несколько услуг, желая его наградить, спросила у него, какое звание он хотел бы носить? Он попросился в камер-юнкеры и в марте 1725 г. был пожалован в это звание.
Его счастливый и спокойный характер, хорошее ко всем отношение и полное отсутствие честолюбивых замыслов дали ему возможность избежать участия в борьбе придворных партий и снискали к нему расположение лиц самых различных направлений и враждующих между собой лагерей. В царствование Петра II, пользуясь расположением молодого Долгорукова, которому при покойном Государе он помог в каком-то важном деле, Поспелов был пожалован 8 июля 1728 г. в баронское достоинство. Восшествие на Российский престол Герцогини Курляндской Анны Иоанновны нисколько не повредило, как многим другим, карьере Василия Петровича: новая Государыня вспомнила старые услуги, оказанные ей любимым денщиком своего дяди, и 6 марта 1730 года пожаловала его в звание шталмейстера и в чин тайного советника. Дальнейшая судьба Василия Петровича и год его смерти неизвестны.

## Личная жизнь
Женат он был на Анастасии Ивановне Дмитриевой-Мамоновой, дочери Ивана Ильича, потомства не оставил.